# همه‌چیز در مورد پسر
همه چیز در مورد پسر (انگلیسی: All Over the Guy) فیلمی در ژانر کمدی رمانتیک به کارگردانی جولی دیویس است که در سال ۲۰۰۱ منتشر شد.

## بازیگران
- ساشا الکساندر
- دن بوکاتینسکی
- آدام گلدبرگ
- جوانا کرنز
- لیسا کودرو
- آندره‌آ مارتین
- کریستینا ریچی
- دوریس رابرتس
- هراچ تیتیزیان